# پروسکونسیس

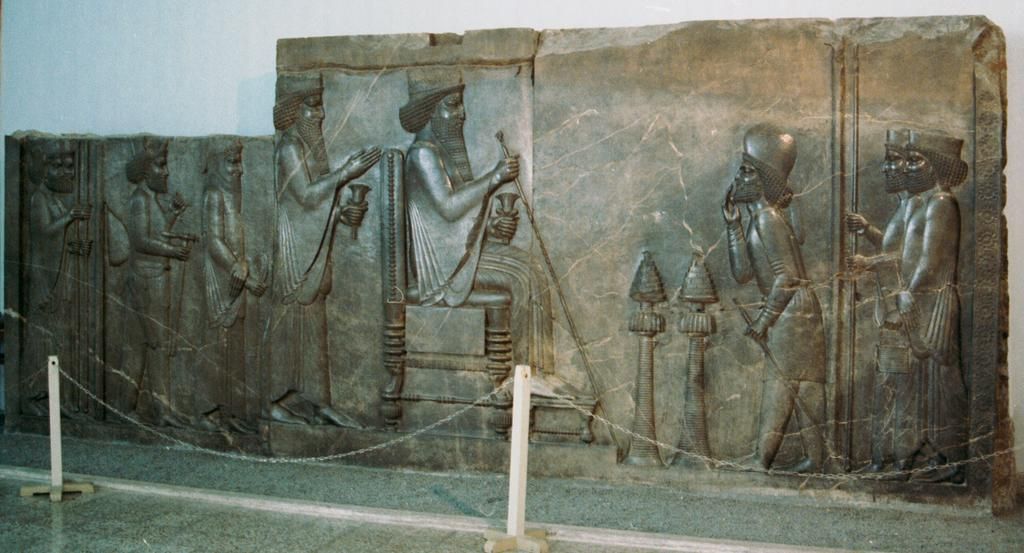
درباریان (راست) در حال انجام رسم پروسکونسیس در پیشگاه شاهنشاه ایران (وسط)

پروسکونِسیس (به یونانی: προσκύνησις) نامی‌ است که یونانیان به رسمِ باستانیِ فرودستانِ ایرانی در تعظیم و زمین‌بوسی مقابلِ فرادستان دادند. این رسم همچنین بین یونانیان و رومیان نیز بود.

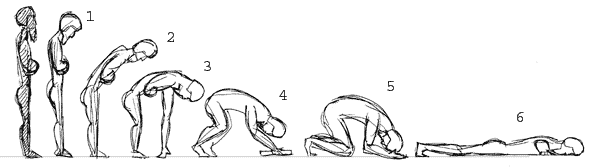
درجات مختلف پروسکونسیس، از اندک‌خم‌شدنِ سر تا سجده‌ی کامل(به جز موردِ ششم که در گزارش‌های تاریخی روایت نشده‌است.)

در مراسم‌های دربارِ بیزانس، این یک حرکت مرسوم برای فروتنی یا گرامی‌داشت بود. این حرکت از سجده کامل تا یک تعظیم یا یک سلام ساده(بسته به موقعیتِ طرفین) متغیر بود و آن را «taxis» می‌نامیدند.

## ریشه‌شناسی
Προσκύνησις از کلمات πρός به معنی «به سوی» و κυνέω به معنی «می‌بوسم» تشکیل شده‌است و معنای تحت‌الفظی «بوسیدن به سمت» می‌دهد. عمل پروسکونسیس در واقع نشان‌دهندهٔ فرمان‌برداری یا ستایش فرمان‌روای کشور، خدا، یا خدایان است.

## چگونگی
بنا به تاریخ هرودوت، شخصِ هم‌رده لبان را می‌بوسید، شخصِ اندک‌فرودست‌تر گونه‌ها را و شخص خیلی فرودست در مقابل فرادستش تعظیم می‌کرد.

## تاریخچه
به نظر می‌رسد برخی راویان یونانی با تماشای این حرکت توسط ایرانیان گمان کرده‌اند که ایرانیان پادشاه خود را به عنوان یک خدا می‌پرستند. اولا این حرکت تنها برای هخامنشیان نبوده و پیشتر در دربار آشوریان نیز رواج داشته‌است. دوما برخلاف گمانه‌ی نویسندگان یونانی، منابع شرقی شکی باقی نمی‌گذارند که پروسکونسیس یک ژست مذهبی نبوده و تنها عنصری از تشریفات دربار بوده‌است.
اسکندر مقدونی این عمل را برای انطباق با آداب و رسومِ محلیِ نواحیِ ایرانی که فتح کرده‌بود سفارش کرد، اما یاران یونانیِ او نپذیرفتند.(مانند کالیستنس، مورخ دربارش). بیشتر خدمت‌گذاران و مردانِ او می‌توانستند با فرمانِ اسکندر مبنی بر داشتنِ یک کمد لباسِ ایرانی کنار بیایند، اما احترام‌گذاشتنِ خداگونه به پادشاه برایشان زیاده‌روی محسوب می‌شد. به گفته آریان، کالیستنس سجده برای خدایان را مجاز می‌شمرد و سجده به انسان‌ها آن هم به عنوان یک رسمِ بیگانه را خوارکننده می‌دانست.
معمولاً تصور می‌شود که امپراتور دیوکلسین(۲۸۴–۳۰۵ پس از میلاد) این رسم را در امپراتوری روم مرسوم کرده‌است. با این حال، گواه‌هایی وجود دارند که نشان می‌دهند شکل غیررسمی پروسکونسیس پیشتر در دربار سپتیمیوس سوروس انجام می‌شده‌است. اشکال خاصی از پروسکونسیس، مانند بوسیدن سینه، دست‌ها یا پاها به دسته‌های ویژه‌ای از مقامات اختصاص داشتند. حداقل تا سده‌ی دهم، تشریفات امپراتوری برای احترام به خدا، از پروسکونسیس در یکشنبه‌ها می‌پرهیخت. این رسم گاهی اوقات دردسرهای دیپلماتانه‌ی ظریفی می‌ساخت. با رسمیت مسیحیت در امپراتوری، این رسم، بخشی از یک آیین مفصل شد و به موجب آن، امپراتور نماینده‌ی خدا بر زمین شد. ژوستینین اول و تئودورا هر دو به شکل افراطی پروسکونسیس حتی از سوی اعضای سنای روم پافشاری می‌کردند.